# Natalija Huba
Natalija Huba (ukr. Наталія Губа, ur. 11 marca 1978 w Dniepropetrowsku) – ukraińska wioślarka.

## Osiągnięcia
- Mistrzostwa Świata Juniorów – Poznań 1995 – ósemka – 3. miejsce[1].
- Mistrzostwa Świata Juniorów – Glasgow 1996 – czwórka podwójna – 5. miejsce[1].
- Mistrzostwa Świata – Sewilla 2002 – czwórka podwójna – 6. miejsce[1].
- Mistrzostwa Świata – Mediolan 2003 – dwójka podwójna – 7. miejsce[1].
- Igrzyska Olimpijskie – Ateny 2004 – dwójka podwójna – 6. miejsce[1].
- Mistrzostwa Świata – Eton 2006 – czwórka podwójna – 6. miejsce[1].
- Mistrzostwa Świata – Monachium 2007 – czwórka podwójna – 4. miejsce[1].
- Mistrzostwa Europy – Poznań 2007 – czwórka podwójna – 1. miejsce[1].
- Mistrzostwa Europy – Ateny 2008 – ósemka – 6. miejsce[1].
- Mistrzostwa Europy – Brześć 2009 – ósemka – 3. miejsce[1].
- Mistrzostwa Europy – Montemor-o-Velho 2010 – ósemka – 4. miejsce[1].